# Sonate K. 233
La sonate K. 233 (F.181/L.467) en mi mineur est une œuvre pour clavier du compositeur italien Domenico Scarlatti.

## Présentation
La sonate K. 233 en mi mineur, notée Allegro, forme une paire avec la sonate précédente de même tonalité, avec un plan en mouvement lent, puis vif ; mais également au regard du trait qu'ils ont en commun, notamment une certaine mélancolie diffuse. Les secondes sont souvent utilisées et provoquent une instabilité tonale. Pestelli évoque l'influence de Frescobaldi dans son langage. De son côté, Malcolm Boyd remarque la grande inventivité rythmique, avec syncopes (mesures 7–8, 27–32…), hémioles (59–62) et passages en rythmes croisés dignes de Brahms (mesure 30) ; notant des phrases typiques des deux compositeurs cités,.

## Manuscrits
Le manuscrit principal est le numéro 28 du volume III (Ms. 9774) de Venise (1753), copié pour Maria Barbara ; les autres sont Parme V 18 (Ms. A. G. 31410), Münster II 20 (Sant Hs 3965) et Saragosse 50 (E-Zac, 99v-101r).

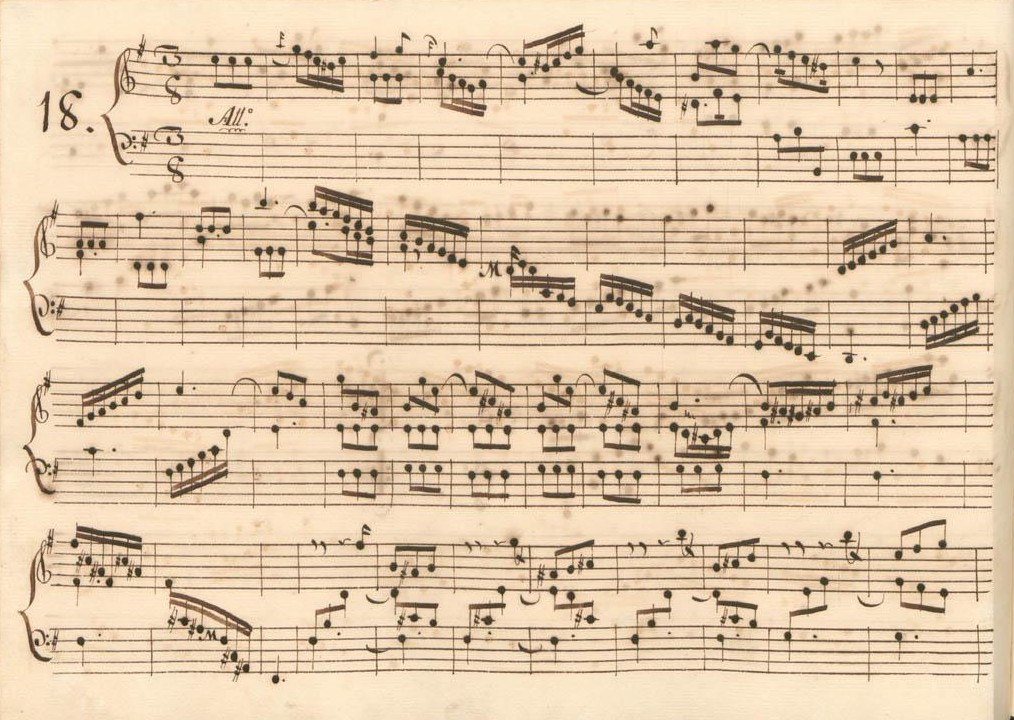
Parme V 18.
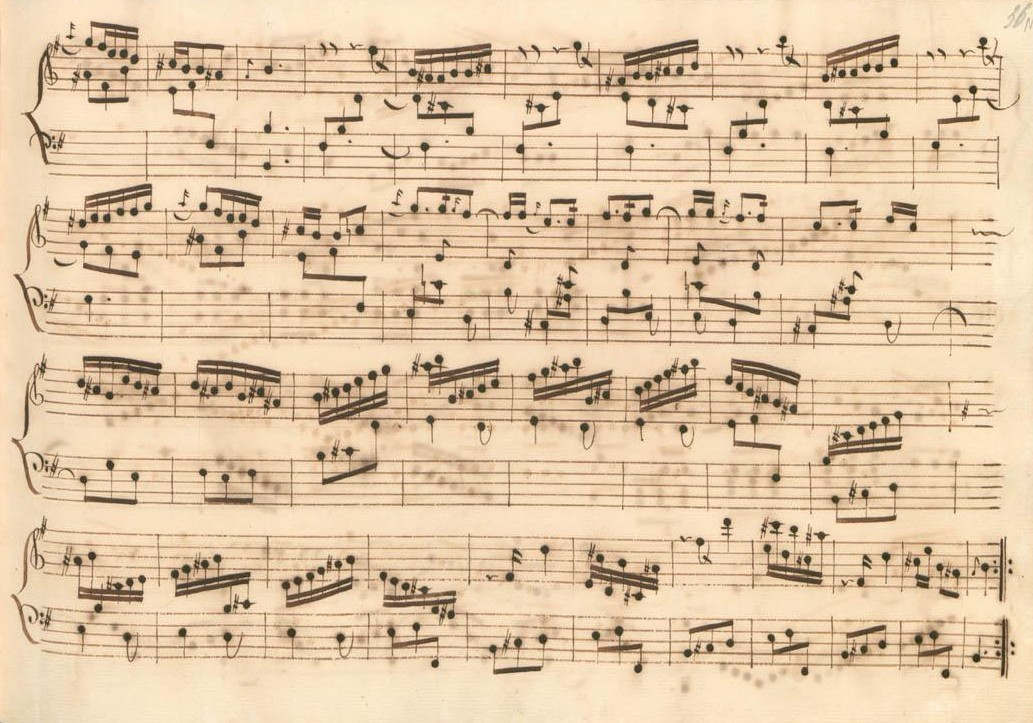
Parme V 18 (fin de la première partie).
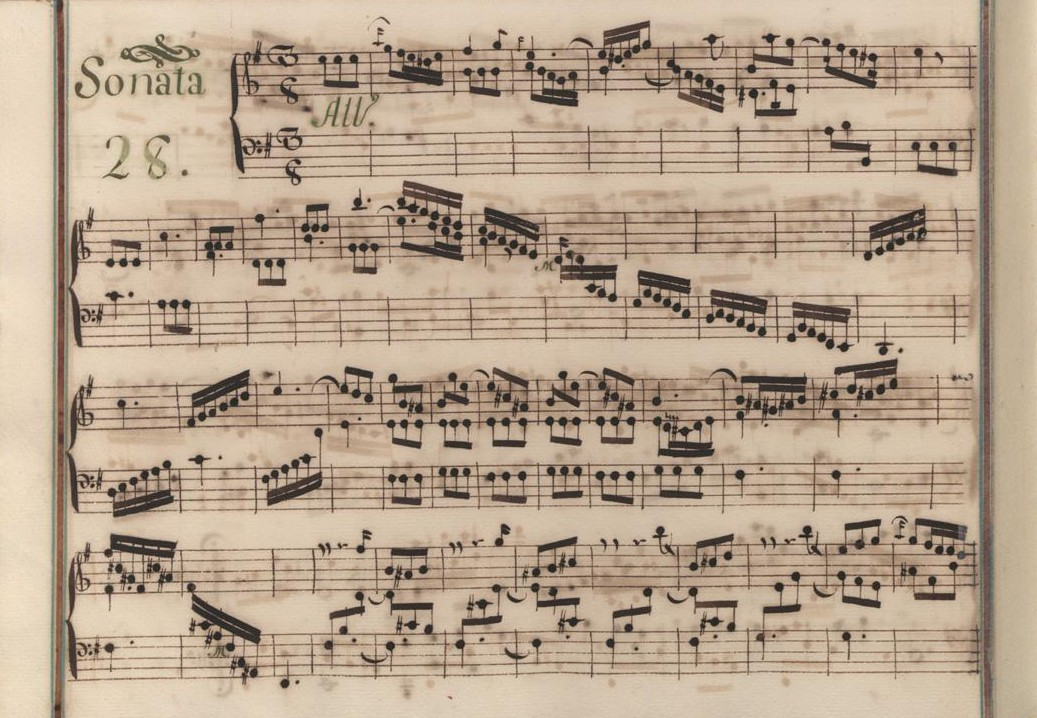
Venise III 28.

## Interprètes
La sonate K. 233 est défendue au piano notamment par Alexis Weissenberg (1985, DG), Carlo Grante (2013, Music & Arts, vol. 4) et Orion Weiss en 2013 (Naxos, vol. 15) ; au clavecin par Scott Ross (1985, Erato), Enrico Baiano (Symphonia), Richard Lester (2001, Nimbus, vol. 2), Ottavio Dantone (2004 Stradivarius, vol. 7), Pieter-Jan Belder (Brilliant Classics, vol. 6) et Ewald Demeyere (2007, Accent).

## Sources
: document utilisé comme source pour la rédaction de cet article.
- Ralph Kirkpatrick (trad. de l'anglais par Dennis Collins), Domenico Scarlatti, Paris, Lattès, coll. « Musique et Musiciens », 1982 (1re éd. 1953 (en)), 493 p. (ISBN 978-2-7096-0118-4, OCLC 954954205, BNF 34689181).
- Alain de Chambure, « Domenico Scarlatti : Intégrale des sonates — Scott Ross », Erato (2564-62092-2), 1985 (OCLC 891183737) .
- (en) Malcolm Boyd, Domenico Scarlatti : master of music, New York, Macmillan, 1987, xi-302 (OCLC 470280952, BNF 42875007, lire en ligne)
- (en) Carlo Grante, « Domenico Scarlatti, intégrale des sonates pour clavier (vol. 2) », Music & Arts (CD-1291), 2009 (OCLC 840087257) .
- (es) Celestino Yáñez Navarro (thèse), Nuevas aportaciones para el estudio de las sonatas de Domenico Scarlatti. Los manuscritos del Archivo de Música de las Catedrales de Zaragoza, Universitat Autònoma de Barcelona, 2016 (lire en ligne)